# Baptistkirken i Danmark
Baptistkirken i Danmark är ett danskt trossamfund med 55 lokala församlingar, tillhörande Danske Kirkers Råd, Europeiska baptistfederationen och Baptisternas världsallians. 
Man utger tidningen baptist.dk, med sju nummer per år.
Den 27 oktober 1839 döptes läsarpredikanten P C Mønster och tio andra personer i Lersøen i Köpenhamn av den tyske baptistledaren Johann Gerhard Oncken. Man bildade Dåbsmenigheden i Danmark som följdes av fler församlingar runt om i Danmark. De kom att samlas i Den danske Forening inom det tyska baptistsamfundet. 
De danska baptisterna bedriver barn- och ungdomsverksamhet inom Baptisternes Børne- og Ungdomsforbund (BBU) och scouting inom Danske Baptisters Spejderkorps (DBS). 